# Scott Griekspoor
Scott Griekspoor (Haarlem, 10 januari 1991) is een Nederlands voormalig tennisser. Griekspoor bereikte zijn hoogste ATP-positie op 6 augustus 2018 als nummer 205. Op 29 september 2014 bereikte hij zijn hoogste dubbelspelpositie als nummer 419. Ook zijn tweelingbroer Kevin en jongere broer Tallon zijn tennissers en zijn neef Lars is actief als motorcrosser.
Op 24 juni 2018 won Griekspoor zijn 1e ATP Challenger-singletitel door het 2018 Internationaux de Tennis de Blois te winnen. Op 16 december 2018 won Griekspoor het Nederlands Kampioenschap in het enkelspel. In november 2018 speelde hij eenmalig voor Nederland in de Davis Cup. Eind 2019 stopte Griekspoor vanwege aanhoudende blessures met proftennis.

## Palmares
| Legenda                         |
| ------------------------------- |
| Grand Slam (0)                  |
| ATP Finals (0)                  |
| ATP World Tour Masters 1000 (0) |
| ATP World Tour 500 (0)          |
| ATP World Tour 250 (0)          |
| ATP Challenger Tour (1)         |

### Enkelspel
| Nr.                  | Datum        | Toernooi | Ondergrond | Tegenstander in finale | Score    | Details  |
| -------------------- | ------------ | -------- | ---------- | ---------------------- | -------- | -------- |
| Gewonnen finales     |              |          |            |                        |          |          |
| Verloren finales     |              |          |            |                        |          |          |
| Gewonnen challengers |              |          |            |                        |          |          |
| 1.                   | 24 juni 2018 | Blois    | gravel     | Félix Auger-Aliassime  | 6-4, 6-4 | 6-4, 6-4 |